# Unione Sportiva Lanciotto Ballerini 1951-1952
Questa voce raccoglie le informazioni riguardanti l'Unione Sportiva Lanciotto Ballerini nelle competizioni ufficiali della stagione 1951-1952.

## Rosa
| N. |                   | Ruolo | Calciatore    |
| -- | ----------------- | ----- | ------------- |
|    | Italia (bandiera) | A     | G. Bacci      |
|    | Italia (bandiera) | C     | A. Bartolini  |
|    | Italia (bandiera) | C     | M. Bonaccorsi |
|    | Italia (bandiera) | A     | V. Caiumi     |
|    | Italia (bandiera) | C     | V. Chiaverini |
|    | Italia (bandiera) | A     | L. Colombo    |
|    | Italia (bandiera) | D     | E. Farina     |
|    | Italia (bandiera) | D     | O. Ferrari    |

| N. |                   | Ruolo | Calciatore     |
| -- | ----------------- | ----- | -------------- |
|    | Italia (bandiera) | A     | G. Grazioli    |
|    | Italia (bandiera) | D     | C. Materassi   |
|    | Italia (bandiera) | P     | I. Mistroni    |
|    | Italia (bandiera) | A     | C. Pertini     |
|    | Italia (bandiera) | A     | S. Piccolomini |
|    | Italia (bandiera) | C     | L. Torri       |
|    | Italia (bandiera) | C     | F. Zanotti     |